# Elise Thérèse Koekkoek-Daiwaille
Elise Thérèse Koekkoek-Daiwaille (Ámsterdam, 5 de mayo de 1814 – Coblenza, 2 de junio de 1881)  fue una pintora y litógrafa neerlandesa.

## Biografía
Recibió lecciones de pintura por parte de su padre el pintor Jean Augustin Daiwaille. Contrajo matrimonio con el pintor de paisajes Barend Cornelis Koekkoek en 1833. Tuvieron cinco hijas, de las cuales Adèle y Marie Louise también se dedicaron a la pintura. Montaron una escuela para artistas en Cléveris, Alemania y su casa anterior es ahora el museo B.C. Koekkoek-Haus.
Es principalmente conocida por su Principes des fleurs et des fruits, un álbum con seis litografías de bodegones con fruta y flores.